# Жіноча збірна Ісландії з футболу
Жіноча збірна Ісландії з футболу (англ. Ísland women’s national football team) — національна збірна Ісландії з футболу, яка виступає на футбольних турнірах серед жінок. 

## Міжнародні турніри

### Чемпіонат Європи
| Рік    | Раунд              | Іг                 | В                  | Н                  | П                  | ЗМ                 | ПМ                 |
| ------ | ------------------ | ------------------ | ------------------ | ------------------ | ------------------ | ------------------ | ------------------ |
| 1984   | не кваліфікувалась | не кваліфікувалась | не кваліфікувалась | не кваліфікувалась | не кваліфікувалась | не кваліфікувалась | не кваліфікувалась |
| 1987   | Не брала участі    | Не брала участі    | Не брала участі    | Не брала участі    | Не брала участі    | Не брала участі    | Не брала участі    |
| 1989   | Не брала участі    | Не брала участі    | Не брала участі    | Не брала участі    | Не брала участі    | Не брала участі    | Не брала участі    |
| 1991   | Не брала участі    | Не брала участі    | Не брала участі    | Не брала участі    | Не брала участі    | Не брала участі    | Не брала участі    |
| 1993   | не кваліфікувалась | не кваліфікувалась | не кваліфікувалась | не кваліфікувалась | не кваліфікувалась | не кваліфікувалась | не кваліфікувалась |
| 1995   | не кваліфікувалась | не кваліфікувалась | не кваліфікувалась | не кваліфікувалась | не кваліфікувалась | не кваліфікувалась | не кваліфікувалась |
| 1997   | не кваліфікувалась | не кваліфікувалась | не кваліфікувалась | не кваліфікувалась | не кваліфікувалась | не кваліфікувалась | не кваліфікувалась |
| 2001   | не кваліфікувалась | не кваліфікувалась | не кваліфікувалась | не кваліфікувалась | не кваліфікувалась | не кваліфікувалась | не кваліфікувалась |
| 2005   | не кваліфікувалась | не кваліфікувалась | не кваліфікувалась | не кваліфікувалась | не кваліфікувалась | не кваліфікувалась | не кваліфікувалась |
| 2009   | груповий раунд     | 3                  | 0                  | 0                  | 3                  | 1                  | 5                  |
| 2013   | чвертьфінал        | 4                  | 1                  | 1                  | 2                  | 2                  | 8                  |
| 2017   | груповий раунд     | 3                  | 0                  | 0                  | 3                  | 1                  | 6                  |
| 2022   | груповий раунд     | 3                  | 0                  | 3                  | 0                  | 3                  | 3                  |
| 2025   | груповий раунд     | 3                  | 0                  | 0                  | 3                  | 3                  | 7                  |
| Усього | 5/14               | 16                 | 1                  | 4                  | 12                 | 10                 | 29                 |

### Чемпіонат світу
| Рік    | Раунд              | Іг                 | В                  | Н                  | П                  | ЗМ                 | ПМ                 |
| ------ | ------------------ | ------------------ | ------------------ | ------------------ | ------------------ | ------------------ | ------------------ |
| 1991   | Не брала участі    | Не брала участі    | Не брала участі    | Не брала участі    | Не брала участі    | Не брала участі    | Не брала участі    |
| 1995   | не кваліфікувалась | не кваліфікувалась | не кваліфікувалась | не кваліфікувалась | не кваліфікувалась | не кваліфікувалась | не кваліфікувалась |
| 1999   | не кваліфікувалась | не кваліфікувалась | не кваліфікувалась | не кваліфікувалась | не кваліфікувалась | не кваліфікувалась | не кваліфікувалась |
| 2003   | не кваліфікувалась | не кваліфікувалась | не кваліфікувалась | не кваліфікувалась | не кваліфікувалась | не кваліфікувалась | не кваліфікувалась |
| 2007   | не кваліфікувалась | не кваліфікувалась | не кваліфікувалась | не кваліфікувалась | не кваліфікувалась | не кваліфікувалась | не кваліфікувалась |
| 2011   | не кваліфікувалась | не кваліфікувалась | не кваліфікувалась | не кваліфікувалась | не кваліфікувалась | не кваліфікувалась | не кваліфікувалась |
| 2015   | не кваліфікувалась | не кваліфікувалась | не кваліфікувалась | не кваліфікувалась | не кваліфікувалась | не кваліфікувалась | не кваліфікувалась |
| 2019   | не кваліфікувалась | не кваліфікувалась | не кваліфікувалась | не кваліфікувалась | не кваліфікувалась | не кваліфікувалась | не кваліфікувалась |
| 2023   | не кваліфікувалась | не кваліфікувалась | не кваліфікувалась | не кваліфікувалась | не кваліфікувалась | не кваліфікувалась | не кваліфікувалась |
| Усього | 0/9                | 0                  | 0                  | 0                  | 0                  | 0                  | 0                  |